# 5988 Gorodnitskij
5988 Gorodnitskij eller 1976 GN2 är en asteroid i huvudbältet som upptäcktes den 1 april 1976 av den rysk-sovjetiske astronomen Nikolaj Tjernych vid Krims astrofysiska observatorium på Krim. Den har fått sitt namn efter den sovjetisk-ryske geofysikern och barden Aleksandr Gorodnitskij.
Asteroiden har en diameter på ungefär sex kilometer och den tillhör asteroidgruppen Eunomia.